# Unterseeboot 156 (1941)
Pour les articles homonymes, voir Unterseeboot 156.
L'Unterseeboot 156 (ou U-156) est un sous-marin allemand (U-Boot) de type IX.C utilisé par la Kriegsmarine pendant la Seconde Guerre mondiale.

## Historique
Mis en service le 4 septembre 1941, l'Unterseeboot 156 reçoit sa formation initiale à Stettin en Poméranie prussienne au sein de la 4. Unterseebootsflottille jusqu'au 31 décembre 1941, il rejoint sa flottille de combat à Lorient, dans la 2. Unterseebootsflottille.
Il quitte le port de Kiel pour sa première patrouille le 24 décembre 1941 sous les ordres du Kapitänleutnant Werner Hartenstein. Après 18 jours en mer, il rejoint la base sous-marine de Lorient qu'il atteint le 10 janvier 1942.
L'Unterseeboot 156 effectue cinq patrouilles dans lesquelles il coule 19 navires marchands pour un total de 97 504 tonneaux et endommage un navire de guerre de 1 190 tonneaux et trois navires marchands pour un total de 18 811 tonneaux au cours de ses 294 jours en mer.
Le 12 septembre 1942, l'U-156, avec l'U-506 et l'U-507 et le sous-marin italien Cappellini, prend part aux opérations de sauvetage après qu'il eut torpillé le paquebot RMS Laconia en septembre 1942 au large de l'Afrique transportant des civils, des militaires et des prisonniers de guerre italiens. Environ 1 500 hommes sont sauvés par ces bateaux, ainsi que par des navires français venant de Dakar qui arrivent le 16 septembre, quatre jours après le naufrage.
Le 16 septembre 1942, un bombardier américain Consolidated B-24 Liberator venant de l'île de l'Ascension piloté par James D. Harden découvre l'U-156 en surface engagé dans le sauvetage de plus d'un millier de survivants de son attaque contre le RMS Laconia. L'U-156, ayant communiqué par radio qu'il n'attaquerait aucun navire de secours, arbore une grande croix rouge afin que les forces américaines renoncent à toute attaque. Le pilote Harden rapporte la situation à sa base et reçoit l'ordre de couler le sous-marin. Il lance l'attaque qui endommage l'U-Boot. L'U-156 communique par radio cette information au BdU (Commandement des U-Boote de la Kriegsmarine) et navigue vers l'ouest afin de réparer les dégâts.

Le 17 septembre 1942, le korvettenkapitän Werner Hartenstein, son grade obtenu au cours de sa troisième patrouille, reçoit la Croix de chevalier de la Croix de fer.
Sa cinquième patrouille part du port de Lorient le 16 janvier 1943 toujours sous les ordres du Korvettenkapitän Werner Hartenstein. Après 52 jours en mer, l'U-156 est coulé le 8 mars 1943 à 13 heures 15 à l'est de la Barbade à la position géographique de 12° 38′ N, 54° 39′ O par des charges de profondeur lancées par un hydravion américain Catalina de l'escadron VP-53/P-1.

Les 53 membres de l'équipage sont tués lors de cette attaque.

## Affectations successives
- 4. Unterseebootsflottille du 4 septembre 1941 au 31 décembre 1941 (entrainement)
- 2. Unterseebootsflottille du 1er janvier 1942 au 5 juillet 1942 (service actif)

## Commandement
- Kapitänleutnant, puis korvettenkapitän Werner Hartenstein du 31 mai 1941 au 8 mars 1943

## Patrouilles
|       | Commandant                 | Départ           | Départ  | Arrivée          | Arrivée | Jours     | Succès    |
| ----- | -------------------------- | ---------------- | ------- | ---------------- | ------- | --------- | --------- |
| 1     | Kptlt. Werner Hartenstein  | 24 décembre 1941 | Kiel    | 10 janvier 1942  | Lorient | 18 jours  |           |
| 2     | Kptlt. Werner Hartenstein  | 19 janvier 1942  | Lorient | 17 mars 1942     | Lorient | 58 jours  | 33 492    |
| 3     | Kptlt. Werner Hartenstein  | 22 avril 1942    | Lorient | 7 juillet 1942   | Lorient | 77 jours  | 53 617    |
| 4     | KrvKpt. Werner Hartenstein | 20 août 1942     | Lorient | 16 novembre 1942 | Lorient | 89 jours  | 30 381    |
| 5     | KrvKpt. Werner Hartenstein | 16 janvier 1943  | Lorient | 8 mars 1943      | Coulé   | 52 jours  |           |
| Total | Total                      | Total            | Total   | Total            | Total   | 294 jours | 117 490 t |

Note : Kptlt. = Kapitänleutnant - KrvKpt. = Korvettenkapitän

### Opérations Wolfpack
L'U-156 a opéré avec les Wolfpacks (meute de loups) durant sa carrière opérationnelle :
1. Eisbär (25 août 1942 - 1er septembre 1942)

## Navires coulés
L'Unterseeboot 156 a coulé 19 navires marchands pour un total de 97 504 tonneaux et a endommagé un navire de guerre de 1 190 tonneaux et trois navires marchands pour un total de 18 811 tonneaux au cours des cinq patrouilles (294 jours en mer) qu'il effectua.
| Date              | Heure | Nom                   | Nationalité            | Tonnage (GRT) | Fait et localisation              |
| ----------------- | ----- | --------------------- | ---------------------- | ------------- | --------------------------------- |
| 16 février 1942   | 08h01 | SS Pedernales         | Grande-Bretagne        | 4 317         | Endommagé au 12° 25′ N, 69° 55′ O |
| 16 février 1942   | 08h03 | Oranjestad            | Grande-Bretagne        | 2 396         | Coulé au 12° 25′ N, 69° 55′ O     |
| 16 février 1942   | 09h43 | Arkansas              | USA                    | 6 452         | Endommagé au 12° 30′ N, 70° 00′ O |
| 20 février 1942   | 11h31 | Delplata              | USA                    | 5 127         | Coulé au 14° 55′ N, 62° 10′ O     |
| 25 février 1942   | 02h19 | La Carrière           | Grande-Bretagne        | 5 685         | Coulé au 16° 53′ N, 67° 05′ O     |
| 27 février 1942   | 10h35 | Macgregor             | Grande-Bretagne        | 2 498         | Coulé au 19° 50′ N, 69° 40′ O     |
| 28 février 1942   | 11h17 | Oregon                | USA                    | 7 017         | Coulé au 20° 44′ N, 67° 52′ O     |
| 13 mai 1942       | 03h58 | Koenjit               | Pays-Bas               | 4 551         | Coulé au 15° 30′ N, 52° 40′ O     |
| 13 mai 1942       | 03h58 | Letitia Porter        | Pays-Bas               | 15            | Coulé au 15° 30′ N, 52° 40′ O     |
| 13 mai 1942       | 22h05 | City of Melbourne     | Grande-Bretagne        | 6 630         | Coulé au 15° 00′ N, 54° 40′ O     |
| 15 mai 1942       | 02h54 | Siljestad             | Norvège                | 4 301         | Coulé au 15° 20′ N, 52° 40′ O     |
| 15 mai 1942       | 20h59 | Kupa                  | Yougoslavie            | 4 382         | Coulé au 14° 50′ N, 52° 20′ O     |
| 17 mai 1942       | 21h04 | Barrdale              | Grande-Bretagne        | 5 072         | Coulé au 15° 15′ N, 52° 27′ O     |
| 18 mai 1942       | 10h18 | Quaker City           | USA                    | 4 961         | Coulé au 15° 47′ N, 53° 12′ O     |
| 18 mai 1942       | 18h52 | San Eliseo            | Grande-Bretagne        | 8 042         | Endommagé au 15° 30′ N, 54° 16′ O |
| 21 mai 1942       | 18h29 | Presidente Trujillo   | République dominicaine | 1 668         | Coulé au 14° 38′ N, 61° 11′ O     |
| 25 mai 1942       | 15h52 | USS Blakeley (DD-150) | USA                    | 1 190         | Endommagé au 14° 36′ N, 61° 11′ O |
| 29 mai 1942       | 01h03 | Norman Prince         | Grande-Bretagne        | 1 913         | Coulé au 14° 40′ N, 62° 15′ O     |
| 1er juin 1942     | 23h51 | Alegrete              | Brésil                 | 5 970         | Coulé au 13° 40′ N, 61° 30′ O     |
| 3 juin 1942       | 09h26 | Lillian               | Grande-Bretagne        | 80            | Coulé au 12° 25′ N, 59° 30′ O     |
| 24 juin 1942      | 08h10 | Willimantic           | Grande-Bretagne        | 4 857         | Coulé au 25° 55′ N, 51° 58′ O     |
| 27 août 1942      | 01h00 | SS Clan Macwhirter    | Grande-Bretagne        | 5 941         | Coulé au 35° 45′ N, 18° 45′ O     |
| 12 septembre 1942 | 22h07 | Laconia               | Grande-Bretagne        | 19 695        | Coulé au 5° 05′ S, 11° 38′ O      |
| 19 septembre 1942 | 15h46 | Quebec City           | Grande-Bretagne        | 4 745         | Coulé au 2° 12′ S, 17° 36′ O      |